# Fama Fraternitatis
A Fama Fraternitatis Roseae Crucis, melyre gyakran csak Fama Fraternitatis, vagy röviden Fama néven utalnak, egy 1614-ben Kasselben kiadott, névtelenül írt rózsakeresztes manifesztum (kiáltvány). 1652-ben Thomas Vaughan lefordította a művet angol nyelvre. Az olasz nyelvű kiadás 77. híradás címmel a Generale Riforma dell' Universo (Az emberiség egyetemes reformációja) függelékeként jelent meg.

## Tartalom
A Fama "C.R. testvér" (később "C.R.C."-ként hivatkozva) történetét meséli el: balsorsú zarándokútját Jeruzsálembe (ahova végül nem is érkezik meg); a "kelet bölcseivel" való termékeny találkozást Damcar-ban (ma Dhamar Jemenben, az Arab-félszigeten), akiktől az ókor ezoterikus tudását tanulta el, beleértve a fizikát, matematikát, mágiát és a kabbalát; visszatérését Európába Egyiptomon és a marokkói Fez-en keresztül, majd megjelenését a spanyolországi megvilágosodott bölcsek ("alumbrados") között. Okkultista vélekedések szerint Christian Rosenkreutz zarándokútja szimbolikus utalás a Magnum Opus (Nagy Mű) létrehozásának transzmutációs lépéseire.
Németországba való visszaérkezése után C.R. és más testvérek megalapították az ezoterikus és keresztény "Rózsa és Kereszt Testvériségét". A testvériség tagjai kirajzottak a világba, hogy küldetésüknek megfelelően ezoterikus tudásukat elsősorban ingyenes betegápolásra használják. Nem viseltek különleges öltözéket és egy évben egyszer találkoztak a titokzatos "Szent Szellem Házában".
A történet bemutatja azt a hat pontból álló egyezséget, melyet különválásuk előtt kötöttek egymás között:
1. Senki nem foglalkozik semmi mással a betegek ingyenes gyógyításán kívül.
2. Viselkedésében és külső megjelenésében mindenki és minden helyébe lépő utód alkalmazkodjon az adott ország szokásaihoz.
3. Minden évben, a C. napon mindenki gyűljön össze a Szent Szellem házában, vagy írja meg távolléte indokát.
4. Minden testvér kutasson fel egy utódlására érdemes személyt, aki majd örökébe léphet a halála után.
5. CR legyen a pecsét, a jel és a karakter.
6. A Testvériségnek titokban kell maradnia 100 évig.

Habár C.R.C. atyát gyakran a Christian Rosenkreutz kémiai menyegzője allegorikus karakterével azonosítják, a Fama nem tesz ilyen kijelentést a szövegben.

## Személyek a történetben
A rózsakeresztes manifesztumokban leírt történetek évszázadokon keresztül szimbolikus szövegekként értelmezték. A rózsakeresztesek manifesztumaikban egyértelműen alkalmazták az ideák és tárgyak imaginációjának püthagoraszi hagyományát számokkal kapcsolatos fogalmaikban, továbbá a Confessio Fraternitatis-ban egyenesen azt állítják, hogy "Parabolákban szólunk hozzátok, ám készséggel megadjuk nektek minden titok helyes, egyszerű, természetes és eredeti ismertetését, értelmét, magyarázatát és meghatározását."

### Az elbeszélésben
- C.R.

1. I.A.
2. G.V.
3. R.C. (C.R.C. elhunyt apja fivérének a fia. Lásd a sírbolt leírásánál alább)
4. B. (gyakorlott festő)
5. I.O. (P.A. volt az utóda)
6. P.D. (A. követte, majd, A. után N.N.)
7. R. (C.R.C. utóda)
8. G.G.

A "C.R.C. elhunyt apja fivérének a fia" mondat mindig is meglehetősen titokzatos volt. Fennáll a lehetősége, hogy ez a reinkarnáció folyamatára utal, központi tantételként rózsakeresztes filozófián alapuló, vagy magukról ezt állító csoportok esetében. Ez azt is jelentheti, hogy a vélhetően XIII., illetve XIV. századi "C.R. atya" "R.C."-ként újjászületett és a XIV. és XV. században "C.R.C."-ként jelent meg a manifesztumokban. Ezt látszik visszaigazolni néhány későbbi, a rózsakeresztes mozgalomról íródott forrás is:
- Az Antropozófia alapítója, Rudolf Steiner szerint a Rózsakeresztes Rend kora XIV. századi megalapításának talánya összefüggésben van Christian Rosenkreutz XIII. századi születésével és későbbi, XIV. századi újjászületésével.
- Maurice Magre "Magicians, Seers, and Mystics" című könyvében helybéli szájhagyományra hivatkozva azt állítja, hogy Christian Rosenkreutz a XIII. században virágkorát élt német Germelschausen család legutolsó sarja volt. Kastélyuk a türingiai erdőben Hessen tartomány határán állt és a család kathar tanokat vallott magáénak, pogány hiedelmekkel és keresztény hittel fűszerezve.
- A szabadkőműves Albert Pike, majd később a metafizikus René Guénon és a tudós Manly Palmer Hall szerint a "rózsakereszt adeptusait" először Dante ismerteti Isteni színjátékában.

### C.R.C. sírjában
1. Fra. I.A. Fra. Ch. - electione Fraternitatis caput. (a Testvériség választott vezetője, valószínűleg Iohann Andreae (1586–1654))
2. Fra. G.V. M.P.G.
3. Fra. F.R.C. - Junior haeres S. Spiritus (a Szent Szellem háza ifjú örököse)
4. Fra. F.B. M.P.A. - Pictor et Architectus (festő és építész, vélhetően Francis Bacon (1561–1626))

"Secundi Circuli" (a második kör)
1. Fra. P.A. - Fra. I.O. utóda, mathematicus (matematikus)
2. Fra. A. - Fra. P.D. utóda
3. Fra. R. - Patris C.R.C. (C.R.C. atya) utóda, cum Christo Triumphantis (a győzedelmes Krisztussal)

A sírboltban lévő titokzatos "Fra. F.R.C." ("R.C." az elbeszélésben) "örökösként" jelenik meg. "A Szent Szellem háza ifjú örököse" állítás bizonyítékul szolgál "C.R. atyával" (mely vélhetően "R.C. atyát" is jelent) való bensőséges kapcsolatára, melyek együtt alkotják a C.R.C. kezdőbetűket:
- Fernando Pessoa portugál költő — a szabadkőművesség és a rózsakeresztesség ismert védelmezője és állítása szerint lehetséges beavatott: "Tanítványnak beavatva a mestertől a (látszólag alvó) portugál Templomos rend három alsó fokozatába" — hermetikus verset írt "No Túmulo de Christian Rosenkreutz" (C.R.C. sírjában) címmel, melynek utolsó versszaka kulcsot ad a Fama és a titokzatos "R.C." vagy "F.R.C." személyek megértéséhez és amely így szól:

| „ | Calmo na falsa morte a nós exposto, O Livro ocluso contra o peito posto, Nosso Pai Rosaecruz conhece e cala. | ” |
|   | |   |

| „ | Megnyugodva a hamis halálban, melyet nékünk felfedett, A csukott könyv a mellkasára helyeztetett, Rosenkreutz atyánk tud és hallgatag. | ” |
|   | |   |

- A "cum Christo Triumphantis" (győzedelmes Krisztussal) szövegrész hordozza magában vélhetően a Fama központi értelmét, azaz számot ad a "Nagy Mű" (az alkimisták Bölcsek köve vagy a templomosok Szent Grálja) végrehajtásáról C.R.C. által. Ez valószínűleg annak a körülírása az elbeszélésben, hogy a "Rózsa" és a "Kereszt" egyesítése egy "krisztusi állapot" létezését jelenti, mely magában foglalja az élet és halál körforgásából való megszabadulást, mely hasonló és magasabb a keleti szent szövegek által leírt "buddhaság" állapotával. A legnagyobb okkultisták rámutattak, hogy ez a "krisztusi" folyamat, illetve állapot le van írva a legnagyobb nyugati irodalmi alkotásokban, mint például a XIV. századi Isteni színjáték[2] vagy a XVI. századi Luziadák[3] és bizonyos fokig a nyugati rózsakeresztes tanítások.

## Eredet
Tobias Churton brit történész a The True Story of the Rosicrucians című könyvében olyan új dokumentumokat hozott be a köztudatba, melyek bizonyítják, hogy a Fama írói tübingeni lutheránus tudósok voltak, akiknek a csoportjában Andrea is aktív szerepet vállalt. 1612-ben írtak egy kéziratot, melyet szándékuk szerint titokban kívántak terjeszteni, de amely kicsúszott az ellenőrzésük alól és a mozgalom napvilágra került. Ez új elméleteket és színtiszta spekulációkat is felszínre hozott, mint amilyen az Émile Dantinne (1884–1969) által bemutatott is, akinek az eszmefuttatása szerint a rózsakereszteseknek kapcsolata lehetett az Iszlámmal.
Rosenkreutz tizenhat évesen indult zarándokútra, mely elvezette őt Arábiába, Egyiptomba és Marokkóba. Az út során kapcsolatba került keleti bölcsekkel, akik felfedték előtte az "egyetemes egybehangzó tudományt". Az elbeszélésben említett Damcar máig rejtély, Damaszkusznak nem feleltethető meg, viszont az írás szerint nincs messze Jeruzsálemtől. Rövid egyiptomi tartózkodás után elhajózott Fezbe, a filozófiai és okkult tanulmányok akkori egyik központjába. Itt tanították Abu-Abdallah, Dzsábir ibn Hajján (Geber) és Jafar al-Sadiq(en) alkímiáját, Ali-ash-Shabramallishi asztrológiáját és mágiáját és Abdarrahman ben Abdallah al Iskari ezoterikus tudását.
Émile Dantinne azonban azt állítja, hogy Rosenkreutz titkait a Tisztaság Testvérei(en) nevű - a X. században az iraki Bászrában alakult muszlim - filozófus társaságtól tanulta. Tanításaik forrása az ókori görög filozófia volt, de új-püthagoreusivá válva. Püthagoreus tradíciót követtek a számok eszmei hátterének és céljának imaginatív elképzelése tekintetében. Ezoterikus tudásukat és teurgiájukat a Tisztaság Testvéreinek Enciklopédiájában(en) fejtették ki levelek formájában.
A Tisztaság Testvéreinek és a szúfiknak a tantételei számos ponton megegyeztek. Mindkettő a Korán teológiai alapjain nyugvó misztikus rend volt, mely a dogmákat az "isteni valóságba" vetett hittel helyettesítették. Sok hasonlóság van a rózsakeresztesek manifesztumokban kifejtett életmódja és a Tisztaság Testvéreié között. Egyik csoport sem viselt sajátos, csak rájuk jellemző ruházatot, mindkettő önmegtartóztatást gyakorolt, gyógyították a betegeket, tanításaikat ingyen kínálták. Nyilvánvaló hasonlóság áll fenn teurgiájuk tantételei és teremtéstörténetük között, annak kiáradás jellege tekintetében. Ha azonban valaki tanulmányozza a lutheránusok által írt Famát, akkor az Iszlámmal való kapcsolat könnyedén megdől. A Fama elbeszélésével az volt a szándék, hogy a tudomány és a művészetek európai hermetikus hagyományokon alapuló megújulásának alapgondolata gyökeret verjen.
Dr. Szőnyi György Endre "Titkos tudományok és babonák" címmel 1978-ban megjelent tanulmánykötetében tudományos igénnyel számol be a Fama tartalmáról és arról a társadalmi, történelmi helyzetről, melyből született. Így ír a mű jelentőségéről: "Ha el is fogadjuk a szolid tudomány állásfoglalását, hogy a testvériség működésére utaló dokumentumok pusztán egyéni reformerek állásfoglalásait tükrözik s mögöttük soha nem állt semmilyen szervezet, akkor is fel kell ismernünk az előremutató gondolatot, a kollektív tudás szükségességének eszméjét."

## Magyarul
- A Rózsakereszt Szerzetének kiáltványa Fama Fraternitatis R. C. ezoterikus elemzése; 2004, ISBN 963-7420-34-7; in: Jan van Rijckenborgh: A Rózsakereszt Szerzetének titkai. A Rózsakereszt Rendje szellemi hagyatékának ezoterikus elemzése; Magyarországi Lectorium Rosicrucianum Vallásközösség, Úny, 2004–2006
- Fama Fraternitatis – A legmagasztosabb Rózsakeresztes Rend Testvériségének felkutatása. A.M.O.R.C. [1614] (2016)

## Külső hivatkozások
- Fama Fraternitatis magyarul a Magyar Elektronikus Könyvtárban
- Fama Fraternitatis angolul Archiválva 2009. október 18-i dátummal a Wayback Machine-ben
- Francis Bacon és a rózsakereszt rózsájának titka

## Fordítás
- Ez a szócikk részben vagy egészben  a   Fama Fraternitatis című angol Wikipédia-szócikk fordításán alapul.  Az eredeti cikk szerkesztőit annak laptörténete sorolja fel. Ez a jelzés csupán a megfogalmazás eredetét és a szerzői jogokat jelzi, nem szolgál a cikkben szereplő információk forrásmegjelöléseként.